# Muhammad XI. (Granada)
Muhammad XI. El Chiquito („der Winzling“) (* um 1428 in Granada; † 1455 ebenda) war Emir von Granada von 1453 bis 1455.
Muhammad XI. trat 1453 die Nachfolge von Muhammad IX. (1419–1453) im Emirat von Granada an. Dem Sohn von Muhammad VIII. hatte Muhammad IX. schon 1447 bei seinem vierten Herrschaftsantritt die Thronfolge zusichern müssen.
Als Emir stützte sich Muhammad XI. vor allem auf die Sippe der Banigash. Dies führte natürlich zur Gegnerschaft der Abencerrajes, die mit Unterstützung von Kastilien Muhammad XI. absetzen und Abu Nasr Saʿd als neuen Emir inthronisieren konnten. Als Muhammad XI. später versuchte, erneut die Herrschaft in Granada zu erringen, wurde er gefangen genommen und mit seinen Söhnen in der Alhambra hingerichtet.